# Khuyết tật phát triển
Khuyết tật phát triển là một nhóm đa bệnh mãn tính nghiêm trọng do suy yếu tinh thần và/hoặc thể chất. Khuyết tật phát triển gây ra rất nhiều khó khăn trong một số lĩnh vực của cuộc sống, đặc biệt là trong "ngôn ngữ, vận động, học tập, tự lực và sống một mình", đối với những người đang phải sống chung với chúng. Khuyết tật phát triển có thể được phát hiện từ sớm, và tồn tại trong cá nhân mang bệnh đến hết cuộc đời.
Các dạng khuyết tật phát triển phổ biến nhất:
- Hội chứng Fragile X (FXS) gây ra bệnh tự kỷ và thiểu năng trí tuệ, thường là ở những người có nhiễm sắc thể XY.
- Hội chứng Down là một điều kiện mà trong đó mọi người được sinh ra với một nhiễm sắc thể thêm. Thông thường một người được sinh ra với 46 nhiễm sắc thể. Tuy nhiên, nếu sinh ra với hội chứng Down, họ có thêm một bản sao của một trong những nhiễm sắc thể. Bản sao thêm này thay đổi phát triển bình thường của cơ thể và não bộ, gây ra những cản trở về tinh thần và thể chất cho người mắc phải.
- Rối loạn phát triển lan tỏa (PDD) là một nhóm các khuyết tật phát triển có thể gây ra cản trở về nhận thức xã hội, giao tiếp và kiểm soát hành vi.
- Rối loạn rượu bào thai (FASD) là một nhóm các điều kiện có thể xảy ra ở một người có mẹ uống rượu khi mang thai mình. FASD 100% phòng ngừa được nếu người ta không uống rượu trong thai kỳ.
- Bại não (CP) là một nhóm các rối loạn ảnh hưởng đến khả năng di chuyển và duy trì sự cân bằng và tư thế của một người. CP là dạng khuyết tật vận động phổ biến nhất ở trẻ em.[1]
- Thiểu năng trí tuệ được định nghĩa là người có chỉ số IQ dưới 70 cùng với những hạn chế trong hoạt động thích ứng và bắt đầu phát hiện trước 18 tuổi.[2]